# 제천 점말동굴 유적
제천 점말동굴 유적(堤川 점말洞窟 遺蹟)은 충청북도 제천시 송학면 포전리에 있는 석기시대의 유적이다. 2001년 2월 2일 충청북도의 기념물 제116호로 지정되었다.

## 개요
점말동굴 유적은 남한지역에서 최초로 확인된 구석기시대의 동굴유적이며(동굴이 포인트, 그냥 유적 중 最古는 공주 석장리) 조선계 석회암지대에 발달된 구석기시대의 동굴유적으로 용두산 동남향 사면 중간쯤의 병풍바위 끝부분에 위치하고 있으며, 동굴을 중심으로 근처에 6개의 가지굴이 발달되어 있다.
1973~1980년까지 8차에 걸쳐 연세대학교 박물관에서 발굴조사를 실시한 결과 전기·중기·후기 구석기문화의 뚜렷한 3개의 문화층이 발달되어 있는 것으로 밝혀졌다. 즉 과학적인 년대측정방법과 출토유물·층위퇴적 양상(層位堆積 樣相) 등으로 볼 때 전기 구석기와 중기 구석기(66,000년)·후기 구석기(18,660년)로 밝혀져 구석기시대 전시기에 걸친 문화성격을 규명할 수 있는 유적이다.

## 특징
동굴의 규모는 입구 너비 2~3m이고, 굴 안쪽이 막혀 있어 전체길이는 확인할 수 없으나 현재 확인된 길이는 12~13m이며, 동굴 입구가 동남향으로 뚫려 있어 선사인이 생활하기에 매우 좋은 조건을 갖추고 있다.
이 동굴유적에서는 털코뿔이·동굴곰·짧은꼬리 원숭이 등의 동물화석 20종 굴과 석기·뼈연모·예술품 및 식물화석 등 풍부한 고고학적 유물이 발달되어 구석기시대의 자연환경·생활상·기술발달과정 등을 밝히는데 중요한 유적이 된다.
점말동굴은 자연현상으로 쌓인 토양·석회암 낙반석·구른 자갈돌·석회마루 등은 퇴적층위의 구분과 기후환경을 밝히는데 도움이 되며, 사람이 밖에서 들여 온 사냥감·뼈연모·석기 등 고고학 자료는 유적의 시대편년과 선사시대 생활상 연구에 귀중한 자료가 된다.

## 참고 자료
- 제천 점말동굴 유적 - 국가유산청 국가유산포털
- 《손영운의 우리땅 과학 답사기 2》